# أسامة حيدر
أسامة حسين حيدر (14 يناير 1980) هو لاعب كرة قدم لبناني سابق لعب كمهاجم.

## مهنة النادي
بدأ حيدر مسيرته المهنية في نادي التضامن صور عام 1999، قبل أن ينتقل إلى نادي العهد عام 2004؛ وفي عام 2010 انتقل حيدر إلى نادي السلام صور، قبل أن ينهي مسيرته مع نادي التضامن صور في دوري الدرجة الثانية 2015–16.

## مهنة دولية
لعب حيدر مع المنتخب اللبناني بين عامي 2002 و 2004، وشارك في 12 مباراة دولية.

## الإنجازات
فردي
- فريق الموسم في الدوري اللبناني الممتاز: 2006-07.[3]

## روابط خارجية
- أسامة حيدر على موقع قاعدة بيانات كرة القدم.إي يو (الإنجليزية)
- أسامة حيدر على موقع ناشيونال فوتبول تيمز (الإنجليزية)
- أسامة حيدر على موقع كووورة